# Ksienija Juśkowa
Ksienija Juśkowa, ros. Ксения Юськова (ur. 8 czerwca 1996 w Moskwie) – rosyjska pływaczka, specjalizująca się głównie w stylu dowolnym.
Wicemistrzyni świata na krótkim basenie ze Stambułu (2012) w sztafecie 4 × 200 m stylem dowolnym. Sześciokrotna medalistka Mistrzostw Europy Juniorów z Belgradu (2011) i Antwerpii (2012).